# Bernabé Zapata Miralles
Bernabé Zapata Miralles (ur. 12 stycznia 1997 w Walencji) – hiszpański tenisista.

## Kariera tenisowa
Jako zawodowy tenisista Zapata Miralles występuje od 2015 roku.
W karierze wygrał cztery singlowe turnieje rangi ATP Challenger Tour.
Najwyżej sklasyfikowany w rankingu gry pojedynczej był na 37. miejscu (22 maja 2023), a w klasyfikacji gry podwójnej na 404. pozycji (21 sierpnia 2023).

### Zwycięstwa w turniejach ATP Challenger Tour w grze pojedynczej
| Końcowy wynik | Nr | Data             | Turniej   | Nawierzchnia | Przeciwnik         | Wynik finału  |
| ------------- | -- | ---------------- | --------- | ------------ | ------------------ | ------------- |
| Zwycięzca     | 1. | 6 września 2020  | Cordenons | Ceglana      | Carlos Alcaraz     | 6:2, 4:6, 6:2 |
| Zwycięzca     | 2. | 15 maja 2021     | Heilbronn | Ceglana      | Daniel Elahi Galán | 6:3, 6:4      |
| Zwycięzca     | 3. | 1 sierpnia 2021  | Poznań    | Ceglana      | Jiří Lehečka       | 6:3, 6:2      |
| Zwycięzca     | 4. | 14 sierpnia 2022 | Meerbusch | Ceglana      | Dennis Novak       | 6:1, 6:2      |